# Grimselpass
Der Grimselpass ist ein Schweizer Gebirgspass, der das Berner Oberland mit dem Oberwallis verbindet und die Berner von den Urner Alpen trennt. Innerhalb der Schweiz wird er oft in Kurzform als (die) Grimsel bezeichnet, seltener in männlicher Form (der Grimsel). Die Passhöhe (Kantonsgrenze) liegt auf 2163 m ü. M. an der europäischen Wasserscheide zwischen Mittelmeer und Nordsee. Der historische Säumerpfad wurde im 19. Jahrhundert zu einer modernen Hochalpenstrasse ausgebaut, die im Sommer offen ist; ihr Scheitelpunkt liegt nur wenig nordöstlich auf Walliser Seite (2164 m ü. M.).

## Geschichte
Die erste sicher belegte Nutzung des Grimselpasses für den Saumverkehr datiert aus dem 14. Jahrhundert. Die Benutzung während der Römerzeit und eine Überquerung im Jahr 1211 durch Truppen des Herzogs von Zähringen sind nicht gesichert. 1397 schlossen die Landschaften Pomatt, Goms und Hasli sowie die Städte Unterseen, Thun und Bern ein Abkommen, in dem sie vereinbarten, für den freien und sicheren Handelsverkehr zu sorgen und den Saumpfad über die Grimsel zu unterhalten (Säumerordnung). Vom historischen Saumpfad entlang der Aare und von der Passhöhe ins Goms sind noch viele Spuren erhalten.
Der Ausbau des Saumpfads zu einer modernen Passstrasse erfolgte im Vergleich zu anderen Schweizer Passübergängen verhältnismässig spät. Die neue Strasse war im Jahr 1894 fertiggestellt. Als Folge des Baus der Wasserkraftwerke der Kraftwerke Oberhasli AG in diesem Gebiet wurde die Strasse zwischen 1920 und 1950 ausgebaut und teilweise neu angelegt.
Während mehrerer Jahrzehnte kam es an der Grimselpassstrasse zwischen Innertkirchen und Guttannen immer wieder zu Felsstürzen. Zeitweise galt in diesem Bereich der Passstrasse das Nachtfahrverbot, und der Grimselverkehr wurde über Understock umgeleitet. Weil eine Felsnase namens Chapf 900 Meter oberhalb der Strasse in eine unstabile Lage geriet, entschlossen sich die Bundesbehörden zur kontrollierten Sprengung der Fluh. Am 4. Oktober 2001 wurde der Chapf nach monatelangen Bohrungen weggesprengt. Mit 150'000 Kubikmeter gelöstem Gestein war dies bisher die grösste Sprengung in der Schweiz.

## Geographie

### Klima
Für die Normalperiode 1991–2020 beträgt die Jahresmitteltemperatur 2,3 °C, wobei im Februar mit −4,5 °C die kältesten und im August mit 10,3 °C die wärmsten Monatsmitteltemperaturen gemessen werden. Im Mittel sind hier rund 188 Frosttage und 92 Eistage zu erwarten. Sommer- und Hitzetage werden keine verzeichnet. Die Messstation von MeteoSchweiz liegt auf einer Höhe von 1980 m ü. M.
|                        | Jan  | Feb  | Mär  | Apr  | Mai  | Jun  | Jul  | Aug  | Sep  | Okt  | Nov  | Dez  |   |       |
| Mittl. Temperatur (°C) | −4,5 | −4,9 | −2,6 | 0,2  | 4,3  | 8,2  | 10,2 | 10,3 | 6,9  | 4,0  | −0,7 | −3,5 | ⌀ | 2,4   |
| Mittl. Tagesmax. (°C)  | −1,8 | −2,0 | 0,3  | 3,0  | 7,3  | 11,4 | 13,2 | 13,3 | 9,7  | 6,8  | 1,7  | −0,9 | ⌀ | 5,2   |
| Mittl. Tagesmin. (°C)  | −7,4 | −7,9 | −5,5 | −2,7 | 1,4  | 4,9  | 7,0  | 7,3  | 4,2  | 1,4  | −3,1 | −6,2 | ⌀ | −0,5  |
|                        |      |      |      |      |      |      |      |      |      |      |      |      |   |       |
| Niederschlag (mm)      | 190  | 163  | 169  | 150  | 159  | 127  | 126  | 139  | 129  | 129  | 168  | 184  | Σ | 1833  |
|                        |      |      |      |      |      |      |      |      |      |      |      |      |   |       |
| Sonnenstunden (h/d)    | 2,3  | 3,4  | 4,2  | 4,1  | 4,4  | 5,3  | 5,7  | 5,5  | 4,7  | 3,7  | 2,1  | 1,8  | ⌀ | 3,9   |
|                        |      |      |      |      |      |      |      |      |      |      |      |      |   |       |
| Regentage (d)          | 12,1 | 11,8 | 13,2 | 12,5 | 13,9 | 14,6 | 13,4 | 13,8 | 11,3 | 10,8 | 11,6 | 12,7 | Σ | 151,7 |
|                        |      |      |      |      |      |      |      |      |      |      |      |      |   |       |
| Luftfeuchtigkeit (%)   | 65   | 67   | 72   | 74   | 76   | 77   | 77   | 76   | 77   | 71   | 71   | 67   | ⌀ | 72,5  |

| −7,4 |

| −7,9 |

| −5,5 |

| −2,7 |

| 1,4 |

| 4,9 |

| 7,0 |

| 7,3 |

| 4,2 |

| 1,4 |

| −3,1 |

| −6,2 |

| −7,4 |

| −7,9 |

| −5,5 |

| −2,7 |

| 1,4 |

| 4,9 |

| 7,0 |

| 7,3 |

| 4,2 |

| 1,4 |

| −3,1 |

| −6,2 |

Der Höchstwert bei der Durchschnittstemperatur des Monats Januar wurde 2020 mit −1,4 °C erreicht. Damit wurde der bisherige Rekord von 1989 (−1,7 °C) gebrochen.

### Seen

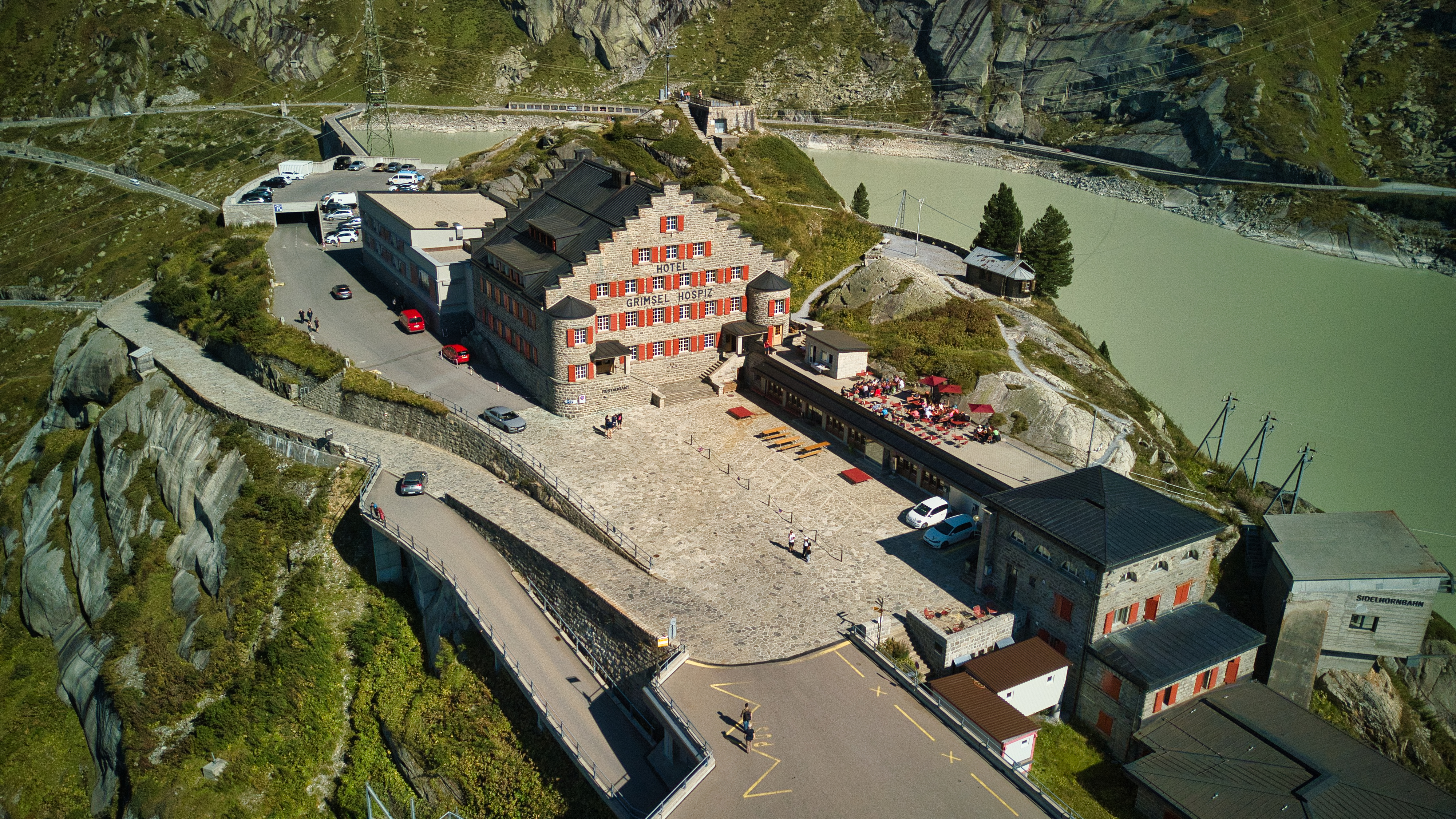
Hotel Grimsel Hospiz, 2023

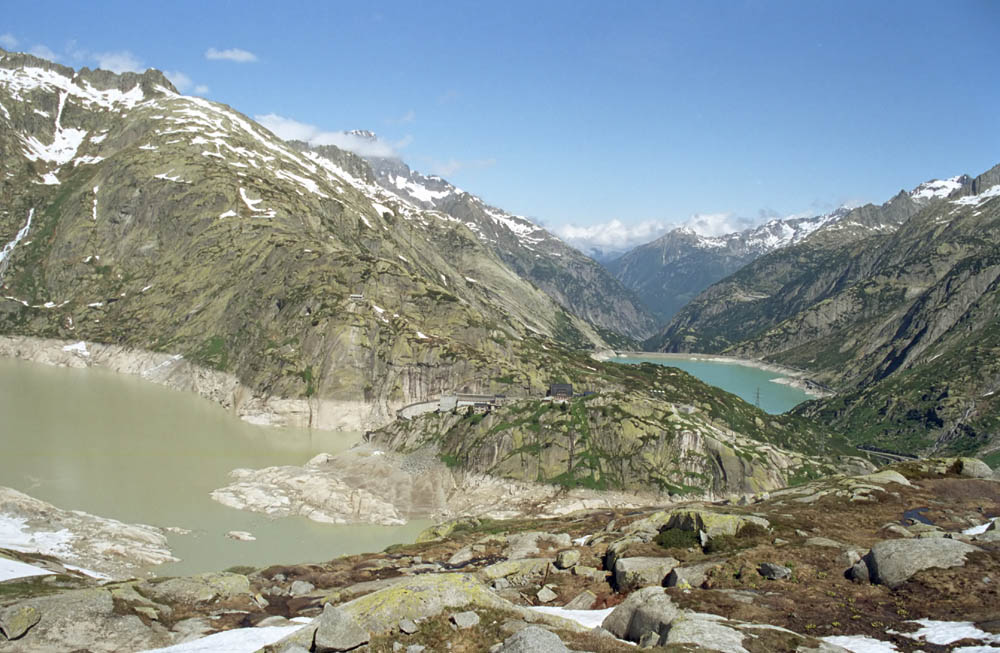
Blick von der Passhöhe nach Norden auf Grimselsee, Grimsel Hospiz und Räterichsbodensee

Auf der Nordseite liegen drei mit Stollen verbundene Stauseen. Aufsteigend nach ihrer Meereshöhe sind dies der Räterichsbodensee, der Grimselsee und der Oberaarsee. Der Räterichsbodensee und der Grimselsee liegen unmittelbar an der Passstrasse. Ebenfalls im nördlichen Grimselgebiet befindet sich der Stausee Gelmersee. Die Stauseen werden durch die Kraftwerke Oberhasli betrieben. Auf der Passhöhe liegt der Totesee.
Auf der Talseite der Staumauer des Räterichsbodensee wurde im September 2007 das grossformatige Bild der Wasserjungfrau Mélisande des Künstlers Pierre Mettraux vollendet. Auf einer Halbinsel im Grimselsee unterhalb der Passhöhe befindet sich das Hotel Grimselhospiz.

## Strasse

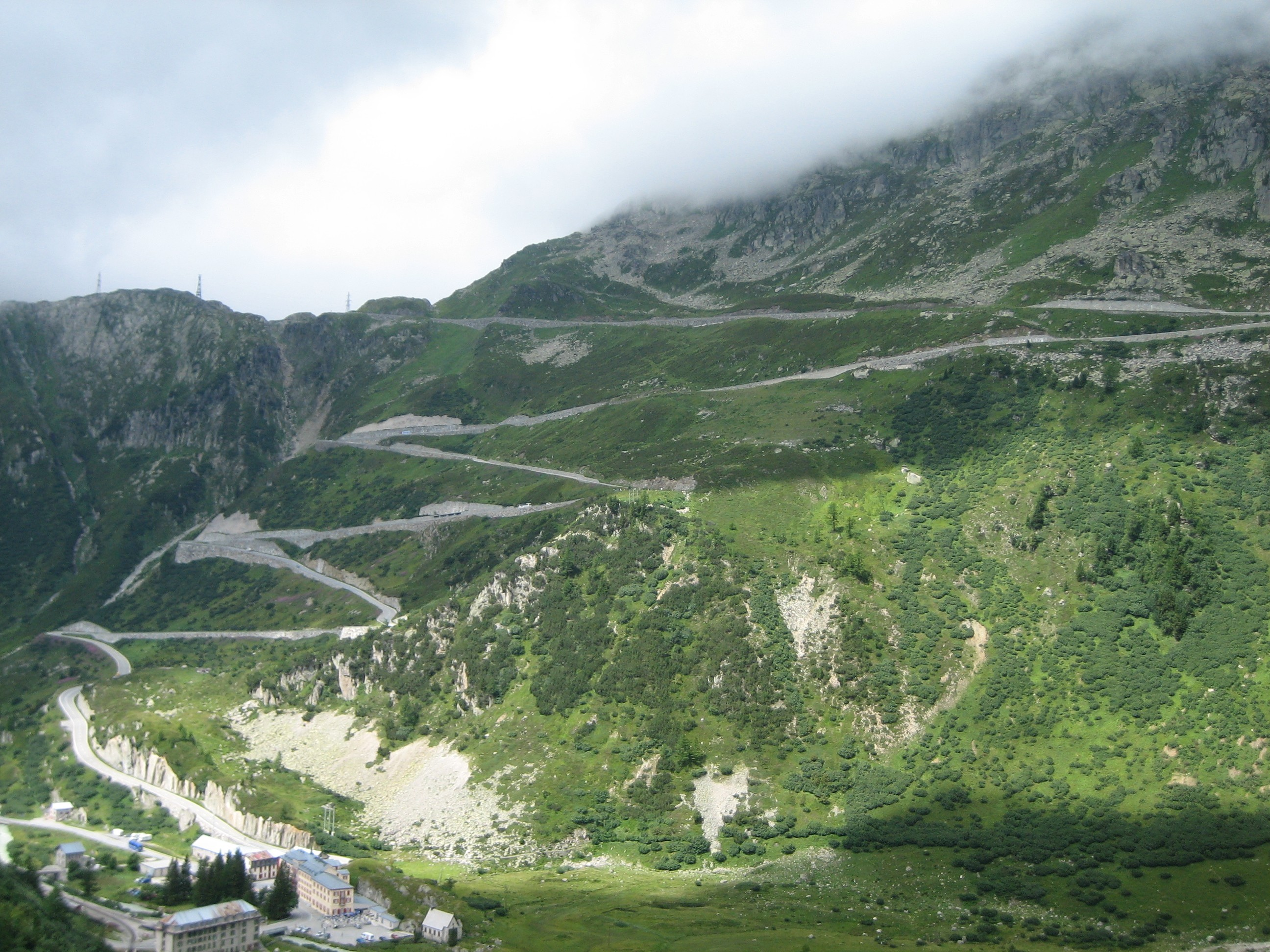
Südrampe, links unten Gletsch

Auf der Nordseite beginnt die Passstrasse als Teil der vom Jura kommenden Hauptstrasse 6 im Haslital etwa zwei Kilometer nach dem Dorfausgang im Süden von Innertkirchen. An dieser Stelle ist die Strasse nicht sehr steil, steigt aber stetig an. 9 km nach Innertkirchen erreicht man Guttannen, das auf 1060 m liegt (Innertkirchen 625 m). Nach Guttannen steigt die Strasse wiederum mit ungefähr gleicher Steigung an, bis man nach sechs Kilometer Handegg erreicht.
Von dort kann man mit der steilsten Standseilbahn der Welt, der Gelmerbahn, den Gelmersee erreichen. Nach der Handegg verläuft die Strasse in einer vergleichsweise steilen S-Kurve und in einem der zahlreichen Tunnel. Danach ist man über der Baumgrenze, und nach einigen Serpentinen erreicht man den Räterichsbodensee.
Eine Zeit lang verläuft die Strasse hier am See, bis sie wiederum in Serpentinen mit grosser Steigung zum Grimselsee ansteigt. Hier befindet sich das Hospiz. Die Strasse steigt wieder ziemlich steil an, es sind noch sechs Serpentinen (150 Höhenmeter) bis zur Passhöhe. An der Passhöhe gibt es drei Hotels und einen kleineren See, den Totesee.
Auf der Südseite steigt die Strasse von Oberwald her steil an und verläuft durch Fichtenwald bis nach Gletsch an der Baumgrenze. Dort zweigt die Strasse von der Hauptstrasse 19 ab, die weiter auf den Furkapass führt. Die Grimselpassstrasse verläuft nun in gleichmässigen Serpentinen steil bis zur Passhöhe. In umgekehrter Fahrtrichtung hat man Aussicht auf das Goms, den etwas höher gelegenen Furkapass und in der Ferne die Walliser Alpen.
Die Grimselpassstrasse ist Teil der Aare-Route, der nationalen Veloroute 8 der Schweiz.
Die Passstrasse steigt auf der Südseite kurz aber steil an, während sie auf der Nordseite mit maximal 9 % ansteigt und eine Länge von 26 km hat.

## Tour de Suisse
Der Grimselpass stand bislang zehn Mal auf dem Programm der Tour de Suisse: 1937, 1953, 1956, 1962, 1973, 1986, 1996, 2002, 2007 und 2011. Dabei war er bei der siebten Etappe des Jahres 2007 Ankunftsort. Die Grimsel rangiert als achthöchster Pass, den die Rundfahrt überquerte (Stand November 2011, Höhenwertung bis 2010).

## Felslabor Grimsel
Im Bereich des Passes und der Kraftwerksanlagen liegt unter dem Juchlistock das Felslabor Grimsel der Nagra, in dem Experimente in kristallinem Gestein zur Erforschung der Endlagerung von radioaktiven Abfällen durchgeführt werden.

## Bilder

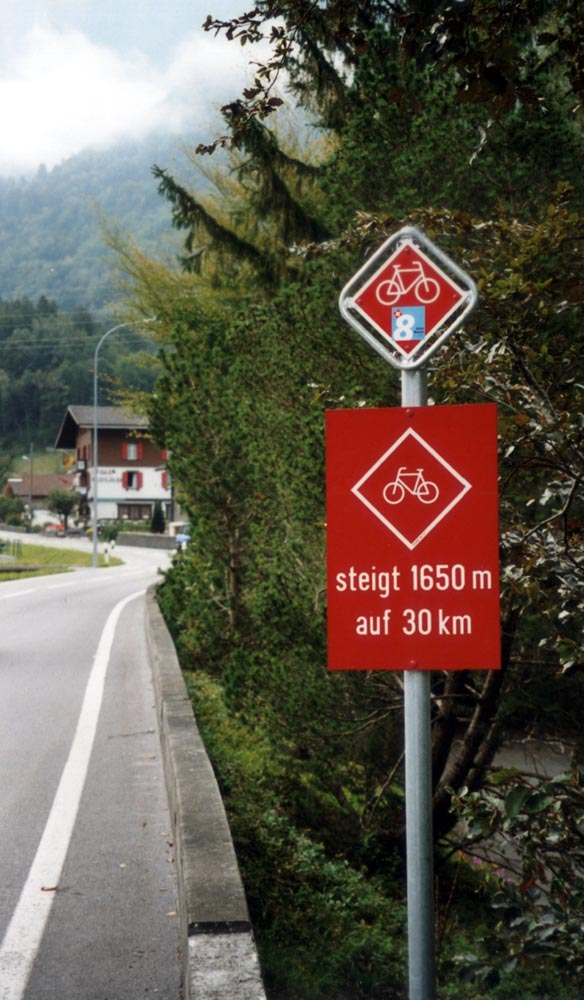
Hinweisschild in Willigen (Gemeinde Schattenhalb) bei Meiringen an der Nordanfahrt auf den Pass
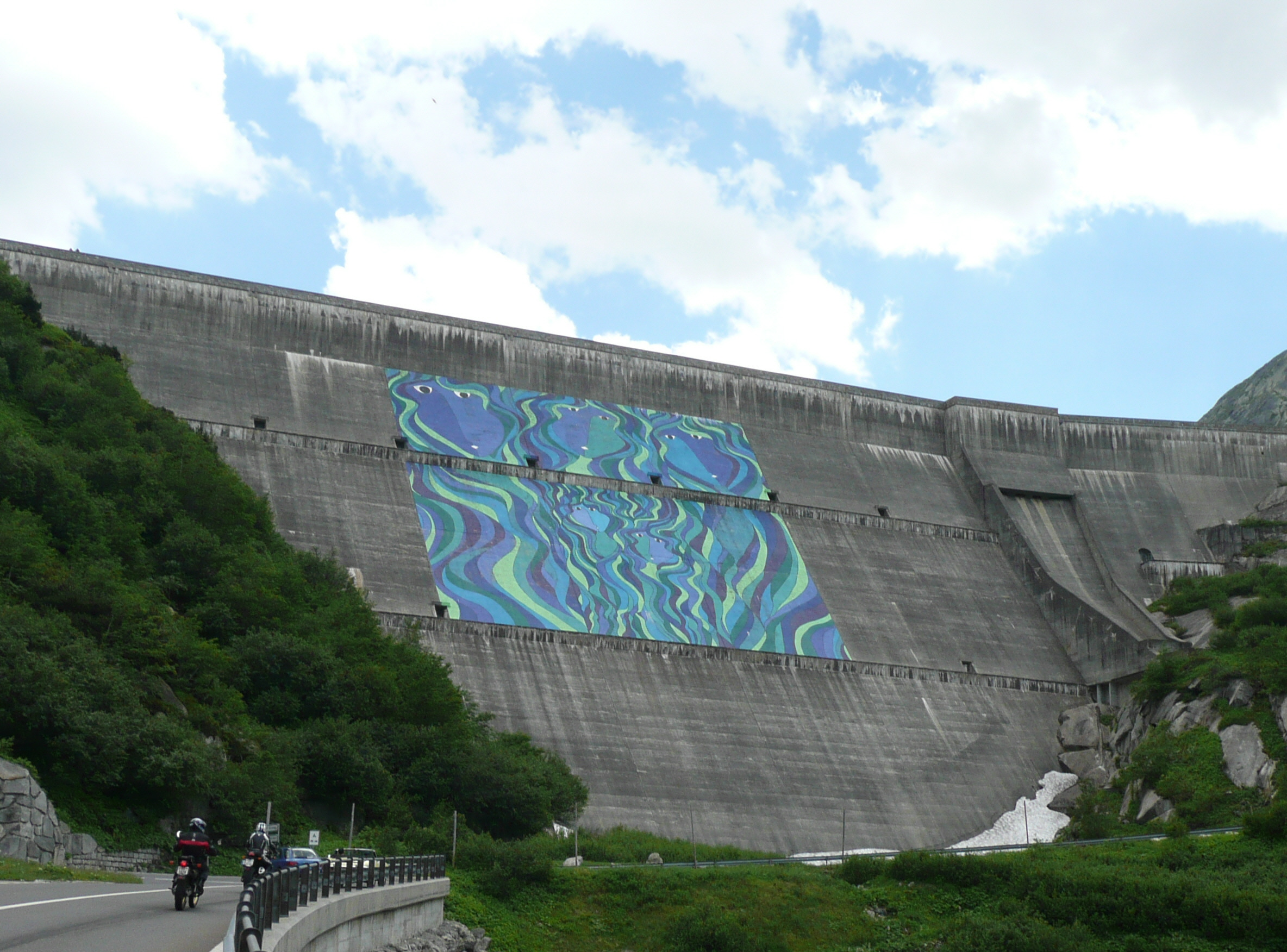
Die Staumauer des Räterichsbodensees mit dem Mélisande-Bild
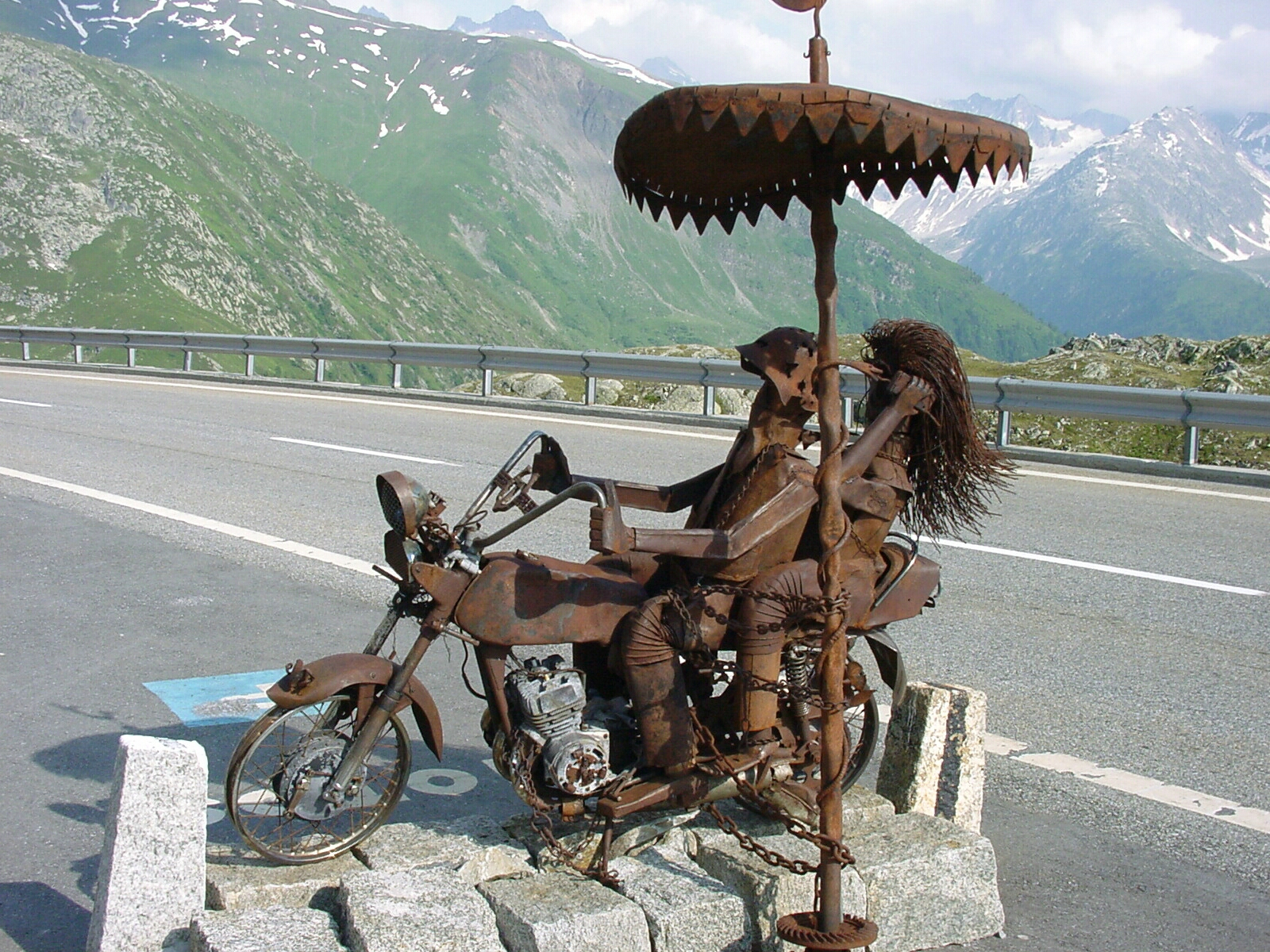
Kunst auf der Passhöhe
- Auf der Passstrasse (2004)
Totale Breitwandaufnahme vom See und Restaurant